# Lorenzo Patta
Lorenzo Patta (Oristano, 23 maggio 2000) è un velocista italiano, campione olimpico della staffetta 4×100 metri ai Giochi di Tokyo 2020.
Insieme a Marcell Jacobs, Fausto Desalu e Filippo Tortu detiene il record nazionale maschile della staffetta 4×100 m con il tempo di 37"50, stabilito in occasione dei Giochi olimpici di Tokyo 2020.

## Biografia

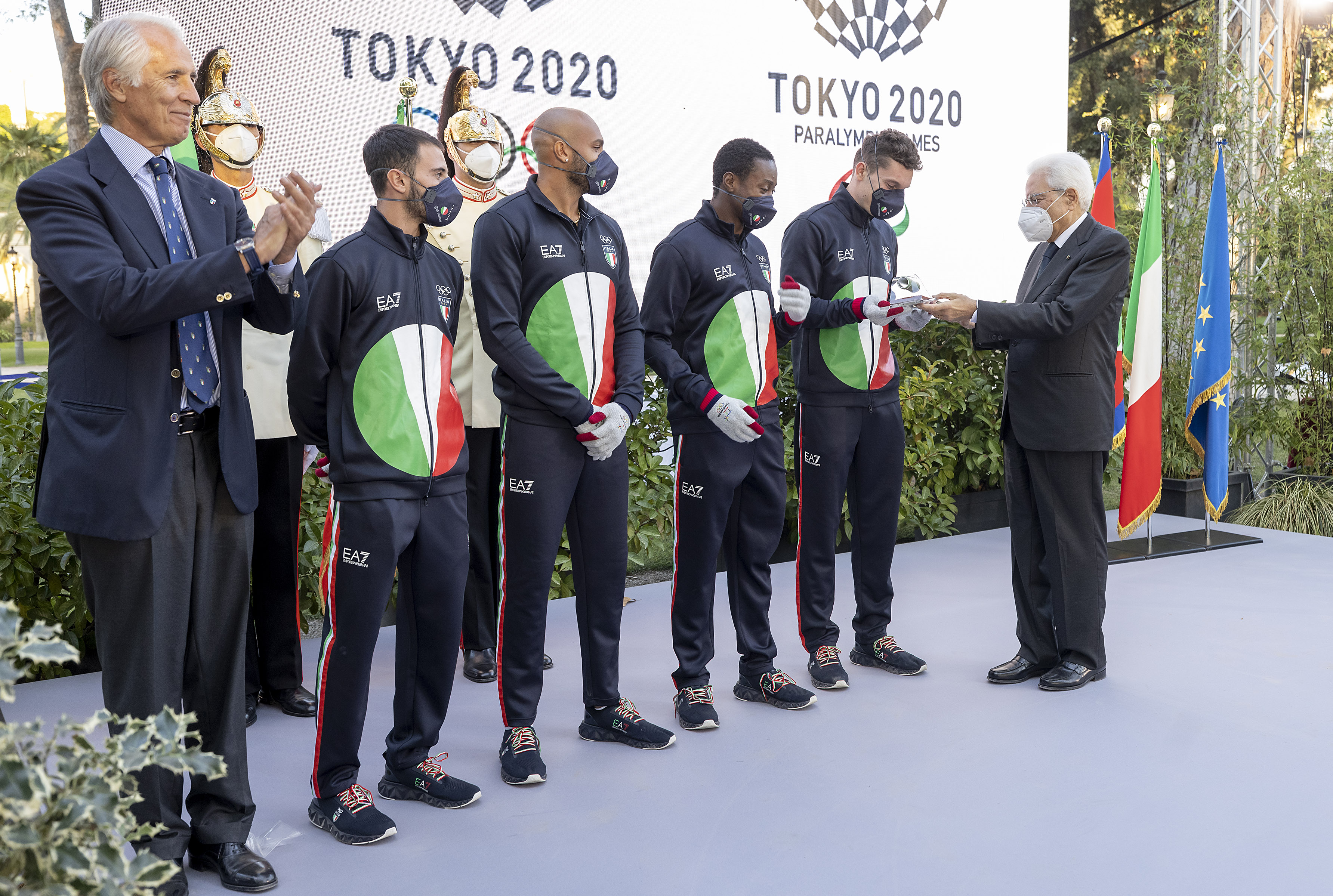
Lorenzo Patta, Marcell Jacobs, Fausto Desalu e Filippo Tortu donano al presidente della Repubblica Sergio Mattarella il testimone della vittoria olimpica

Lorenzo nasce e cresce a Oristano, da genitori originari di Samugheo. Nel 2019 ha vinto la medaglia d'argento ai campionati europei under 20 con la staffetta 4×100 metri correndo in ultima frazione. Il 13 maggio 2021 a Savona, nello stesso meeting in cui Marcell Jacobs ha stabilito il record italiano, ha corso i 100 metri piani in 10"13, settima miglior prestazione italiana di sempre.
Il 29 maggio, chiamato in Nazionale a sostituire sulla stessa distanza l'infortunato Jacobs, si è classificato secondo agli Europei a squadre correndo in 10"29, preceduto di un centesimo dal francese Mouhamadou Fall. Il 6 agosto, nella staffetta 4×100 m, vince l'oro olimpico assieme a Marcell Jacobs, Fausto Desalu e Filippo Tortu, stabilendo inoltre il record nazionale in 37"50.
Nel 2023 conquista, insieme a Roberto Rigali, Marcell Jacobs e Filippo Tortu, la medaglia d'argento nella staffetta 4x100 metri ai mondiali di Budapest.

### Carriera sportiva giovanile
Inizia la sua carriera sportiva col calcio all'età di 6 anni. Inizia ad affacciarsi all'atletica partecipando ai Giochi Sportivi Studenteschi arrivando fino alle finali nazionali, dove si classifica al secondo posto nei 100 metri col tempo di 11”16, senza essersi mai allenato nella disciplina. Nella stagione 2016/2017 veste la maglia del La Palma Monteurpinu nel campionato allievi élite di calcio, iniziando in contemporanea ad allenarsi nell'atletica leggera nell'Atletica Oristano, per dedicarsi poi esclusivamente alla velocità dalla stagione successiva sotto la guida del professor Francesco Garau, suo attuale allenatore.
Nel febbraio del 2017 partecipa ai Campionati Italiani Allievi indoor, classificandosi secondo nei 60 metri con 6”91 e terzo nei 200 metri con 22”58, mentre nel giugno dello stesso anno è ancora secondo nei 100 metri corsi in 10”71, ma si laurea campione italiano di categoria sui 200 metri col tempo di 21”45 nei Campionati Italiani Allievi.
Nel 2018 la stagione comincia bene con la prima convocazione con la selezione Nazionale, ma viene fermato da un infortunio muscolare nella finale dei 60 metri ai Campionati Italiani indoor Juniores. Riesce comunque a recuperare per i Campionati Italiani Juniores di Agropoli, dove conquista il titolo italiano sia nei 100 metri che nei 200 metri, rispettivamente coi tempi di 10”37 e 21”11. A luglio partecipa ai Campionati Mondiali U20 tenutisi a Tampere, correndo la semifinale dei 200 metri in 21”18. Era anche l’ultimo frazionista della staffetta 4x100, che non ha però concluso la gara a causa di un errore durante il secondo cambio.
Nel 2019 conquista il titolo promesse indoor nei 200 metri, affermandosi campione italiano juniores in 21”42, e debutta nella categoria degli assoluti nei 60 metri, raggiungendo la finale chiusa in sesta posizione col tempo di 6”78. La stagione outdoor comincia con dei fastidi muscolari riscontrati in una gara svolta a Sassari, ma prenderà comunque parte alla spedizione azzurra negli Europei U20 svoltisi a Boras, in Svezia, dove correrà la staffetta 4x100 metri assieme a Mattia Donola, Lorenzo Paissan e Lorenzo Ianes, conquistando la medaglia d’argento in 38”89.
Nel 2020 entra a far parte del Gruppo Sportivo delle Fiamme Gialle, dando inizio di fatto alla carriera professionistica.

### Percorso pre olimpico
Il 2020 è l’anno segnato dalla pandemia data dal covid-19 e deve quindi interrompere momentaneamente gli allenamenti, che svolge ancora oggi nel campo d’atletica di Oristano “Sinis-Nurra”.
Torna a gareggiare a settembre, in occasione dei Campionati Italiani a Grosseto, conclusi al primo posto nei 100 metri in 10”31. Mentre una settimana più tardi corre a Molfetta, in una manifestazione fortemente condizionata dal vento, bloccando il cronometro a 10”1 (+4.7 m/s). A causa della pandemia vengono rinviati di un anno i giochi olimpici di Tokyo 2020, e questo gli consente di continuare ad allenarsi per prendere parte alla rassegna a cinque cerchi.
Partecipa ai raduni della nazionale dedicati alla velocità e alle staffette, iniziando ufficialmente la stagione agonistica 2021 il 13 maggio, in occasione del Meeting Internazionale Città di Savona, nel quale partecipa anche Marcell Jacobs che conclude la propria batteria in 9”95, stabilendo il nuovo record italiano, che migliorerà poi alle olimpiadi di Tokyo. Jacobs rinuncerà poi alla finale, mentre Patta corre la batteria in 10”18, qualificandosi alla finale che vince col suo attuale primato personale di 10”13. Questo tempo, in concomitanza con un affaticamento muscolare di Jacobs, gli vale la prima convocazione in gare ufficiali con la Nazionale maggiore agli Europei a Squadre di Chorzow, in Polonia, dove conquista il secondo posto in 10”29, preceduto dal francese Mouhamadou Fall per un solo centesimo. La squadra azzurra terminerà poi la manifestazione al secondo posto nella classifica generale, alle spalle della squadra polacca.

### Giochi Olimpici di Tokyo
Gli ottimi risultati stagionali permettono a Patta di essere inserito nella delegazione che rappresenterà l’Italia ai giochi olimpici di Tokyo dal 23 luglio all’8 agosto 2021.
Nel raduno preolimpico di Formia verrà scelto dal responsabile della nazionale per la velocità e le staffette, il professor Filippo di Mulo, come primo frazionista della staffetta 4x100 metri.
Il 5 agosto la formazione composta nell’ordine anche da Marcell Jacobs, Fausto Desalu e Filippo Tortu corre la batteria in 37”95, firmando il record italiano e qualificandosi per la finale del giorno seguente.
La medesima formazione conquisterà poi l’oro olimpico, migliorando nuovamente il record italiano a 37”50. Patta correrà la propria frazione in 10”56, facendo registrare il sesto tempo di reazione in uscita dai blocchi (0.154).

### Dopo le Olimpiadi
La stagione 2022 prevede in estate sia i Mondiali negli Stati Uniti, ad Eugene, che gli Europei di Monaco di Baviera, in Germania. I Mondiali si sarebbero dovuti svolgere l’anno precedente, ma sono slittati su decisione della World Athletics per non gravare sulla preparazione degli atleti ai giochi olimpici di Tokyo (a loro volta previsti nel 2020 e slittati all’anno successivo), vista la situazione ancora instabile dovuta alla pandemia da covid-19.
Patta si prepara alle competizioni aprendo la stagione agonistica nuovamente col Meeting di Savona il 18 maggio, dove corre la batteria in un buon 10”19 che non gli permette però di qualificarsi alla finale. Torna a gareggiare anche sui 200 metri: lo fa prima a Sassari il 29 maggio, chiudendo la gara in 20”98, poi il 9 giugno sulla prestigiosa pista dello Stadio Olimpico di Roma in occasione del Golden Gala intitolato a Pietro Mennea, facendo registrare il tempo di 20”91. L’appuntamento successivo è il Meeting di Grosseto del 16 giugno, dove termina al primo posto col tempo di 10”31. Questi tempi gli permettono di qualificarsi ai Campionati Italiani Assoluti programmati a Rieti una settimana più tardi, dove il 25 giugno si piazza al quarto posto con 10”28 alle spalle di Tortu, Ali e Jacobs, il quale si laurea campione italiano in 10”12.
A luglio prova a ripetersi dopo i giochi di Tokyo nella staffetta 4x100 metri, assieme a Tortu, Desalu e Ali, in occasione dei Campionati del Mondo. Il 23 luglio la squadra azzurra deve fermarsi però alla batteria corsa in 38”74, decimo tempo che non gli consente di andare avanti nella competizione. La formazione è diversa rispetto a quella che ha corso nelle olimpiadi di Tokyo a causa di fastidi muscolari riscontrati da Jacobs nella gara individuale dei 100 metri, che hanno costretto il professor Filippo di Mulo a sostituirlo con Ali.
Il 19 agosto, in occasione dei Campionati Europei di Monaco di Baviera, Patta è l’unico frazionista che ha conquistato l’oro a Tokyo presente nella 4x100 azzurra, correndo assieme a Polanco, Melluzzo e Ali. Anche in questo caso Jacobs rinuncia a correre la propria frazione per fastidi muscolari verificatisi durante il riscaldamento. Gli azzurri chiudono la batteria in 39”02, conquistando l’ultimo tempo utile per la qualificazione alla finale; questa non verrà però disputata a causa di un ricorso presentato dalla delegazione turca, in seguito ad un danneggiamento subito durante un cambio da parte della Finlandia. L’organizzazione permette alla Turchia di ripetere la gara correndo da sola, realizzando il tempo di 38”98 che esclude l’Italia dalla finale.
Nel 2023 inaugura la propria stagione agonistica il 6 maggio con la maglia azzurra, in occasione del primo Firenze Speed Festival Relays, dove corre la 4x100 metri in prima frazione assieme a Melluzzo, Desalu e Tortu, terminando in 38”38. L’obbiettivo della squadra azzurra è quello di realizzare un tempo utile per la qualificazione ai Campionati del Mondo di Budapest di fine agosto.
La prima gara individuale è quella del Meeting Città di Savona, come successo per i due anni precedenti. Il 24 maggio si piazza al quarto posto nella finale della manifestazione fortemente condizionata dal vento (+2.7 m/s), col tempo di 10”08. Tempo che sarebbe il suo primato personale, nonché utile alla qualificazione ai campionati italiani, ma non omologabile per il forte vento.
Continua la preparazione ai mondiali con la 4x100 azzurra il 9 giugno a Parigi, dove viene inserita una gara per le staffette nazionali in occasione della tappa parigina della Diamond League. Qui corre in prima frazione, seguito da Ricci, Desalu e Tortu, chiudendo in seconda posizione in 38”33 e migliorando il tempo realizzato a Firenze. Verranno però squalificati a causa del secondo cambio fuori settore.
Prende parte alla spedizione azzurra che vincerà per la prima volta i Campionati Europei a Squadre di Chorzow. Il 24 giugno corre la prima frazione della staffetta 4x100 con Ceccarelli, Ricci e Tortu in 38”47, chiudendo in seconda posizione dietro la Germania.
Il 2 luglio torna in pista sui 100 metri in Svizzera, a La Chaux-de-fonds, dove chiude la gara del in 10”25 e ottenendo il minimo per i Campionati Italiani.
Corre la terza frazione della staffetta che prende parte ad una gara inserita in occasione dei Campionati Italiani Juniores di Grosseto del 21 luglio, assieme a Roberto Rigali, Filippo Tortu e Samuele Ceccarelli, facendo registrare il tempo di 38”04 che assicura alla squadra azzurra la partecipazione ai Mondiali di Budapest.
A causa di un lieve infortunio riscontrato durante un allenamento deve rinunciare ai Campionati Italiani Assoluti, proprio pochi giorni prima del loro inizio previsto per il 28 luglio.
Non essendo un infortunio di grave entità riesce a recuperare in un tempo utile per prendere parte ai mondiali di Budapest previsti dal 19 al 27 agosto.
Il 26 agosto Patta è il terzo frazionista del quartetto composto, nell’ordine, anche da Roberto Rigali, Marcel Jacobs e Filippo Tortu. Gli azzurri sono attori di una buona prestazione che gli vale l’argento mondiale con tempo di 37”62, alle spalle degli Stati Uniti trascinati da Noah Lyles, vincitore nella stessa manifestazione anche dei 100 e dei 200 metri piani.

## Record nazionali
Seniores
- Staffetta 4×100 metri: 37"50 ( Tokyo, 6 agosto 2021)  (Lorenzo Patta, Marcell Jacobs, Fausto Desalu, Filippo Tortu)

## Progressione

### 100 metri piani
| Stagione | Tempo | Luogo             | Data      | Rank. Mond. |
| -------- | ----- | ----------------- | --------- | ----------- |
| 2025     | 10"16 | Savona            | 21-5-2025 |             |
| 2024     | 10"18 | Savona            | 15-5-2024 |             |
| 2023     | 10"25 | La Chaux-de-Fonds | 2-7-2023  |             |
| 2022     | 10"19 | Savona            | 18-5-2022 |             |
| 2021     | 10"13 | Savona            | 13-5-2021 | 77º         |
| 2020     | 10"31 | Grosseto          | 18-9-2020 | 109º        |
| 2019     | 10"43 | Sassari           | 1-6-2019  | 575º        |
| 2018     | 10"45 | Sassari           | 12-5-2018 | 613º        |
| 2017     | 10"71 | Rieti             | 16-6-2017 |             |
| 2016     | 11"04 | Cagliari          | 11-9-2016 |             |

### 200 metri piani
| Stagione | Tempo | Luogo    | Data      | Rank. Mond. |
| -------- | ----- | -------- | --------- | ----------- |
| 2022     | 20"91 | Roma     | 9-6-2022  |             |
| 2018     | 21"09 | Tampere  | 12-7-2018 |             |
| 2017     | 21"68 | Rieti    | 17-6-2017 |             |
| 2016     | 22"53 | Cagliari | 12-9-2016 |             |

## Palmarès
| Anno | Manifestazione  | Sede      | Evento      | Risultato  | Prestazione | Note                                                       |
| ---- | --------------- | --------- | ----------- | ---------- | ----------- | ---------------------------------------------------------- |
| 2018 | Mondiali U20    | Tampere   | 200 m piani | Semifinale | 21"18       | [ 5 ]                                                      |
| 2018 | Mondiali U20    | Tampere   | 4×100 m     | Finale     | dnf         | [ 6 ]                                                      |
| 2019 | Europei U20     | Borås     | 4×100 m     | Argento    | 39"89       |                                                            |
| 2021 | Giochi olimpici | Tokyo     | 4×100 m     | Oro        | 37"50       | Miglior prestazione mondiale stagionale · Record nazionale |
| 2022 | Mondiali        | Eugene    | 4×100 m     | Batteria   | 38"74       | Miglior prestazione personale stagionale                   |
| 2022 | Europei         | Monaco    | 4×100 m     | Batteria   | 39"02       |                                                            |
| 2023 | Giochi europei  | Chorzów   | 4×100 m     | Argento    | 38"47       | [ 7 ]                                                      |
| 2023 | Giochi europei  | Chorzów   | A squadre   | Oro        | 426,5 p.    | [ 7 ]                                                      |
| 2023 | Mondiali        | Budapest  | 4×100 m     | Argento    | 37"62       |                                                            |
| 2024 | World Relays    | Nassau    | 4×100 m     | Finale     | dq          | [ 8 ]                                                      |
| 2024 | Europei         | Roma      | 4×100 m     | Oro        | 37"82       | Miglior prestazione europea stagionale                     |
| 2024 | Giochi olimpici | Parigi    | 4×100 m     | 4º         | 37"68       | Miglior prestazione personale stagionale                   |
| 2025 | World Relays    | Guangzhou | 4x100 m     | 5º         | 38"20       |                                                            |

## Campionati nazionali
2017
- Argento ai campionati italiani allievi (Rieti), 100 m piani - 10"71 (−1,2 m/s)
- Oro ai campionati italiani allievi (Rieti), 200 m piani - 21"45 (+2,5 m/s) w

2018
- Oro ai campionati italiani juniores (Agropoli), 100 m piani - 10"37 (+2,3 m/s) w
- Oro ai campionati italiani juniores (Agropoli), 200 m piani - 21"11 (+1,6 m/s)

2019
- 6º ai campionati italiani assoluti indoor, 60 m piani - 6"78
- Oro ai campionati italiani juniores indoor (Ancona), 200 m piani - 21"42

2020
- Oro ai campionati italiani promesse (Grosseto), 100 m piani - 10"31 (+1,3 m/s)

2022
- 4º ai campionati italiani assoluti (Rieti), 100 m piani - 10"28 (−0,9 m/s)

## Altre competizioni internazionali
2021
- Argento nella Super League degli Europei a squadre ( Chorzów), 100 m piani - 10"29 (−0,5 m/s)

2022
- 8º al Golden Gala Pietro Mennea ( Roma), 200 m piani - 20"91

2023
- Campionati europei a squadre di atletica leggera ( Chorzów)
- Argento ai Campionati europei a squadre di atletica leggera ( Chorzów), staffetta 4x100 m - 38"47

2025
- Campionati europei a squadre di atletica leggera ( Madrid)